# Admiralstab (Kaiserliche Marine)

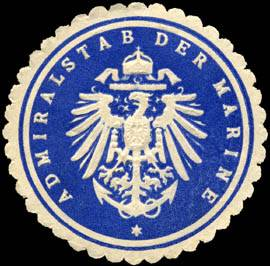
Siegelmarke Admiralstab der Marine

Admiralstab war von 1899 bis 1918 die Bezeichnung für eine der vier obersten Kommandobehörden der deutschen Kaiserlichen Marine. Daneben bestanden das Reichsmarineamt, das Marinekabinett und das Amt des Generalinspekteurs der Marine. Die Zersplitterung der Marineführung ohne einen mit entsprechenden Machtmitteln ausgestatteten Oberbefehlshaber (vergleiche »First Sea Lord«) wirkte sich im Ersten Weltkrieg für Deutschland negativ aus. Erst mit Errichtung der Seekriegsleitung im August 1918 konnte die notwendige einheitliche Führung geschaffen werden. Doch diese Maßnahme erlangte keinen Einfluss mehr auf das Kriegsgeschehen. Am 14. November 1918 wurde der Admiralstab dem Reichsmarineamt unterstellt. Mit Erlass des Reichspräsidenten vom 15. September 1919 wurde der Admiralstab aufgelöst, die Geschäfte wickelte die Admiralität ab.

## Entstehung
Die Anfänge des Admiralstabs gehen zurück auf Allerhöchste Kabinettsordre (AKO) vom 14. Dezember 1875, mit der analog zum Generalstab der Armee die Einrichtung eines Admiralstabes als einem operativen Führungsorgan des Oberkommandos der Marine verlangt wurde. Als aber 1899 der Kaiser den Oberbefehl über die Marine selbst übernahm und das OKM aufgelöst wurde, blieb von diesem nur die Admiralstabsabteilung übrig. Sie wurde verselbständigt und Wilhelm II. direkt unterstellt.

## Aufgaben
Neben der Fortführung der bisherigen Aufgaben wurden dem Admiralstab militärpolitisch die im Ausland befindlichen Schiffe unterstellt. Die Generalstabsgeschäfte für das ehemalige Oberkommando der Marine umfassten a) das Studium der Seekriegsgeschichte und die Verwertung der gewonnenen Erkenntnisse für die Kriegsführung, b) Vorarbeiten für die Verwendung der Flotte im Kriege auf Grundlage der vom Kaiser gegebenen Ziele, c) die Durchführung der Mobilmachung, d) Augmentierung der Flotte im Kriege, e) Leitung der Generalstabs-Übungsreisen und der Manöver im Interesse der Mobilmachung, f) Leitung der Generalstabstätigkeit bei allen unterstellten Kommandobehörden. Admiral Alfred von Tirpitz, der bereits maßgeblich an der verhängnisvollen Auflösung des Oberkommandos der Marine mitgewirkt hatte, hielt den Admiralstab von vornherein klein, um in ihm keine Konkurrenz für das Reichsmarineamt entstehen zu lassen. Daher erlangte der Admiralstab zu keiner Zeit die Bedeutung des Generalstabes der Armee. Er blieb vielmehr eine »Studienbehörde für den Krieg« (Hubatsch). 

## Organisation
August 1914
- Chef
- Stellvertretender Chef
- Abteilungen: 
  - Zentralabteilung mit 
    - Hauptbüro
    - Chiffrierbüro
    - Druckerei
    - Bibliothek
    - Druckschriftenverwaltung

  - Nachrichtenabteilung
  - Abteilung für Taktik und Admiralstabsausbildung
  - Europäische Abteilung mit den Dezernaten für 
    - Mobilmachungsangelegenheiten
    - Rußland und Skandinavien
    - Frankreich, Österreich-Ungarn und Mittelmeerstaaten
    - Großbritannien, Niederlande, Belgien

  - Außereuropäische Abteilung mit den Dezernaten für 
    - Überseeischen Dienst der Kriegsschiffe
    - Amerikanische und Westafrikanische Station
    - Ostasiatische, Australische und Ostafrikanische Station

Oktober 1914
Zusätzlich zur Organisation von August 1914: 
- Operationsabteilung
- Oberprisengericht in Berlin 
  - Prisengericht in Kiel
  - Prisengericht in Hamburg

Mai 1916
- Chef
- Stellvertretender Chef
- Abteilungen: 
  - Operationsabteilung mit Dezernate für die unterschiedlichen Kriegsschauplätze
  - Zentralabteilung mit 
    - Hauptbüro
    - Chiffrierbüro
    - Druckerei
    - Bibliothek

  - Abteilung für fremde Marinen
  - Abteilung für Bereithaltung und Verteilung von Personal und Material, organisatorische, allgemeine militärische und technische Fragen
  - Abteilung für Wirtschaftskrieg, Seekriegs- und Völkerrecht
  - Oberprisengericht in Berlin 
    - Prisengericht in Kiel
    - Prisengericht in Hamburg

  - Bevollmächtigter in Prisenangelegenheiten in Swinemünde
  - Nachrichtenabteilung
  - Spionage-Abwehr-Abteilung
  - Presseabteilung

Ende des Krieges 1918
Zusätzlich zur Organisation von Mai 1916:
- Bevollmächtigter in Prisenangelegenheiten in Swinemünde und Holtenau
- Kriegsgeschichtliche Abteilung

## Führung
Chefs des Admiralstabs der Kaiserlichen Marine
- Konteradmiral Felix von Bendemann --- 14. März bis 31. Dezember 1899
- Vizeadmiral Otto von Diederichs --- 1. Januar 1900 bis 19. August 1902
- Vizeadmiral Wilhelm Büchsel --- 20. August 1902 bis 28. Januar 1908
- Admiral Friedrich Graf von Baudissin --- 29. Januar 1908 bis 5. September 1909
- Admiral Max von Fischel --- 6. September 1909 bis 11. März 1911
- Vizeadmiral August von Heeringen --- 12. März 1911 bis 31. März 1913
- Admiral Hugo von Pohl --- 1. April 1913 bis 1. Februar 1915
- Vizeadmiral Gustav Bachmann --- 2. Februar bis 3. September 1915
- Admiral Henning von Holtzendorff --- 4. September 1915 bis 10. August 1918
- Admiral Reinhard Scheer --- 11. August bis 14. November 1918

Stellvertretende Chefs des Admiralstabs der Kaiserlichen Marine
- Konteradmiral Johannes Rieve
- Konteradmiral Paul Behncke --- Juli 1914 bis September 1915
- Vizeadmiral Reinhard Koch --- September 1915 bis August 1918
- Konteradmiral Friedrich Freiherr von Bülow --- August 1918 bis November 1918